# Francesco de' Rossi

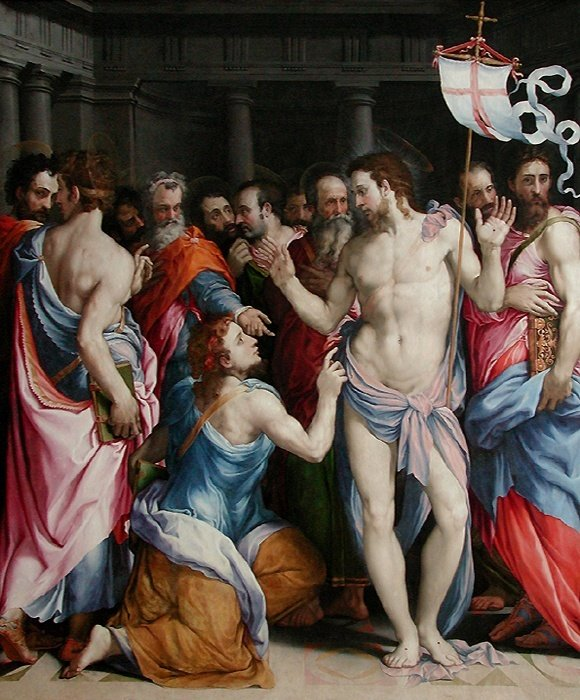
Incredulidade de São Tomé

Francesco de' Rossi (1510 — 1563) foi um pintor maneirista italiano de Florença, que também trabalhou em Roma.  É conhecido por muitos nomes, especialmente por Francesco Salviati ou Il Salviati, mas também Francesco Rossi e Cecchino del Salviati. 
Nasceu e morreu em Florença. Estudou com Giuliano Bugiardini, Baccio Bandinelli, Raffaele Brescianino e Andrea del Sarto em 1529 e 1530. Em 1531, viajou para Roma, onde encontrou Giorgio Vasari e o auxiliou a completar os afrescos da Vida de São João Batista no Palazzo Salviati para o Cardeal Giovanni Salviati. É dessa associação que deriva um de seus apelidos. 
Suas obras de seu período maduro tem contorções maneiristas similares às de Giulio Romano. Em 1538, trabalhou com Jacopino del Conte no afresco A Visitação para o Oratório de San Giovanni Decollato. Pintou em Bolonha, em 1540, com Vasari, e permaneceu certo tempo em Veneza. Durante esse período, seu estilo mostra a influência de Parmigianino e Bronzino.
Suas obras podem ser encontradas nos seguintes locais:
- Palazzo Vecchio
- Basílica da Santa Cruz
- Palazzo Farnese em Roma
- Getty Center
- Hermitage
- Louvre
- Metropolitan Museum of Art
- Museu de Belas Artes de Boston
- Galeria Nacional de Arte em Washington
- Pinacoteca di Brera